# Parque turístico Nueva Loja
El parque turístico Nueva Loja se encuentra en la ciudad del mismo nombre dentro del cantón Lago Agrio en la provincia de Sucumbíos. Comprende un área natural protegida de aproximadamente 30,9 hectáreas.
Desde su inauguración, el 26 de mayo de 2015, recibe mensualmente cerca de 13.000 turistas que ingresan de manera gratuita a sus diferentes atractivos naturales como: senderos, juegos de altura, miradores, centros de intercambio cultural y un herpetario.

## Historia
Durante el segundo periodo de gobierno de Rafael Correa Delgado (2012 – 2017) Sucumbíos se convirtió en un foco para la explotación turística del país. Fernando Clinker, director provincial del Ministerio de Turismo en aquel entonces, dirigió un macroproyecto que colocaría a la ciudad de Nueva Loja como una potencia turística a nivel país. En el año 2012 se dio comienzo a la creación del «Parque turístico Nueva Loja» que además de ser un atractivo turístico, buscaría convertirse en un refugio para especies rescatadas. Esta obra, a cargo del Servicio de Contratación de Obras (SECOB) tuvo una inversión de $8’533.027.02.
Por muchos años esta zona de la urbe no fue explotada por el temor de las graves consecuencias a la naturaleza que un mal manejo significaría. Sin embargo, gracias a las nuevas tecnologías innovadoras que preservan el medio ambiente por encima de cualquier cosa, el 26 de mayo de 2015 se inauguró este centro de ecoturismo sostenible.
La inauguración contó con la presencia de Rafael Correa Delgado, expresidente de la república; Sandra Naranjo, ministra de turismo; Yofre Poma, gobernador de Sucumbíos; Vinicio Vega, alcalde del cantón Lago Agrio; y la ciudadanía en general.

## Geografía

### Ubicación
El Parque turístico Nueva Loja se encuentra entre los 0°04'46.3 y 0.079523 de longitud norte y 76°53'24.1 y 76.890038 de longitud oeste ocupando 30.9 hectáreas en el centro de la ciudad de Nueva Loja del cantón Lago Agrio, en la provincia de Sucumbíos dentro del Oriente Ecuatoriano. 
Presenta una forma triangular limitada por tres avenidas principales de la ciudad: av. Petrolera al norte, av. Amazonas al sur y este, y av. Galápagos al oeste. Limita con puntos referenciales importantes de la ciudad como el Parque Recreativo Nueva Loja al norte, el estadio Carlos Vernaza al este y la Federación Deportiva Provincial de Sucumbíos al oeste.

### Clima
Se encuentra a 297msnm presentando un clima cálido húmedo con temperaturas que rodean los 28 °C. El parque cuenta con una humedad de aproximadamente 90% junto con vientos de hasta 10 km/h en la mayoría del año.

### Flora y fauna
Registra 82 especies vegetales, donde el 90% son nativas y el 10% han sido introducidas. Algunos ejemplares son: palmas, guarumos, platanillo, pambil, palmito y papayuelo. Presenta más de 500 especímenes endémicos amazónicos. La mayoría de ellos se encuentran en esta zona para su rehabilitación y futura reintegración, de ser posible, a la vida silvestre. Desde agosto de 2018 hasta abril de 2019 se ha logrado liberar 173 ejemplares de fauna silvestre en las áreas protegidas.
Cuenta con 60 especies en diferentes grupos divididos en aves, con 21 familias y 36 especies; mamíferos, con 4 familias y 7 especies; reptiles y anfibios que, a su vez, se dividen en quelonios, ofidios, saurios y crocodilianos.

## Áreas del parque
En toda su extensión ocupa un 80% de bosque tropical en regeneración y un 20% de infraestructura administrativa y turística. 

### Sendero
Cuenta con un sendero ecológico de aproximadamente 1,8 km con una duración estimada de 45 minutos de recorrido. Durante esta caminata se puede apreciar la flora y fauna del lugar, así como interactuar con los deportes de aventura que pueden incluir alturas de hasta 30 metros. Además, el sendero cuenta con áreas de inclusión para personas con capacidades especiales.

### Herpetario
Es de los principales atractivos en el trayecto del sendero. Luce 20 exhibidores distribuyendo 14 especies de reptiles como caimanes, tortugas y ofidios, en su mayoría especies rescatadas presentando un total de 51 ejemplares. Además de los reptiles, dentro del herpetario de exhibe psitácidos de 4 especies diferentes como aves, loros y guacamayos.

### Maloca
La maloca o casa comunal ancestral, es propio de los indígenas de la Amazonía. Dentro del parque existe una maloca que alberga las diferentes nacionalidades como: Shuar, Cofán, Siona, Siekopai, Kichwa e incluso al pueblo Afro ecuatoriano. Ofrece al público productos y servicios característicos de cada cultura. Se toma como la parte comercial endémica.

### Área de manejo
Consta de 4 áreas para el tratamiento de los animales, 7 zonas de encierro, un área de producción de alimento y criadero de animales para especies en rehabilitación, además de un cementerio. No todas las especies que llegan son liberadas, cuando no están aptas para su autosubsistencia se quedan permanentemente en el parque.
Los datos, hasta el momento, indican que el 20% de las especies permanecen en cautiverios de manera permanente, 10% se movilizan a otros espacios, 10% fallecen, 20% se libera en el mismo parque y 40% logra su liberación en reservas naturales.
Ven y visita este hermoso lugar